# Колба Ерленмеєра

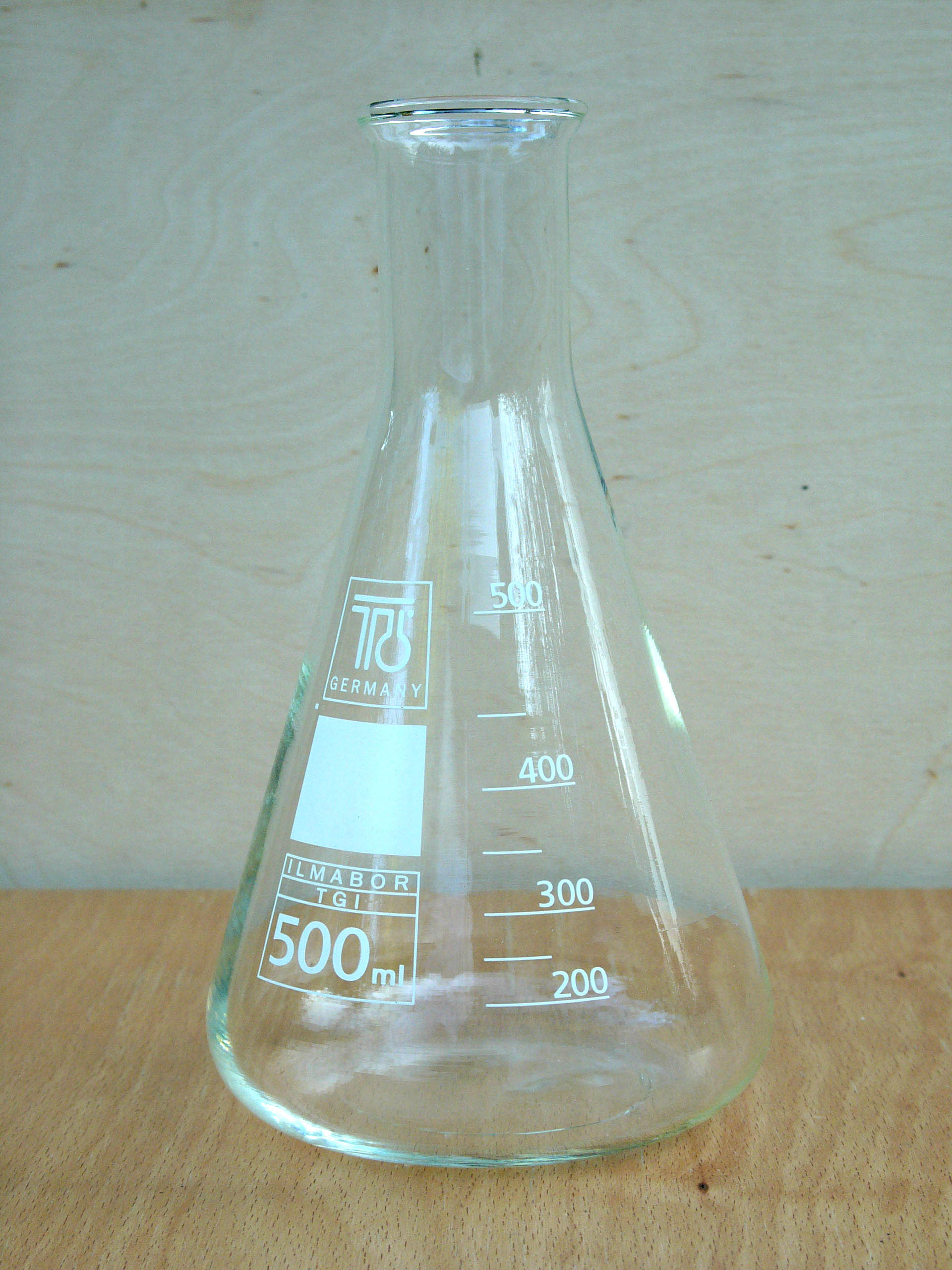
Колба Ерленмейєра

Ко́лба Е́рленме́єра, також відома як коні́чна ко́лба — широко використовуваний тип лабораторних колб, який характеризується плоским дном, конічним корпусом і циліндричним горлом. Колба названа за іменем німецького хіміка Еміля Ерленмеєра, який створив її в 1861 р.
Колба Ерленмеєра зазвичай має бічні риски (градуювання), щоб бачити приблизний обсяг вмісту, а також має пляму з заґрунтованого скла або із спеціальної грубої білої емалі, на якій можна зробити позначку олівцем. Вона відрізняється від лабораторної склянки конічною формою і вузьким горлом.
Отвір зазвичай має злегка закруглені краї, щоб колбу можна було легко закрити гумовою пробкою або ватою. Крім того, горловина може бути обладнана з'єднувальним елементом з матового скла, щоб можна було використовувати скляні пробки. Конічна форма дозволяє легко перемішувати вміст в процесі експерименту або рукою, або спеціальним лабораторним шейкером чи магнітною мішалкою. Вузьке горло зберігає вміст від розливання, а також воно краще зберігає від випаровування, ніж лабораторний стакан. Плоске дно конічної колби не дозволяє їй перекидатися, на відміну від флорентійської колби.

## Застосування

Використання колби Ерленмеєра в процесі титрування

Колба Ерленмеєра використовується в хімічних лабораторіях для титрування, зокрема, для визначення pH.
Колбу Ерленмеєра часто використовують для нагрівання рідин, наприклад, за допомогою пальника Бунзена. Для цієї мети колбу зазвичай ставлять на кільце, закріплене в утримувачі. Щоб полум'я не торкалося скла, під колбу підкладають дротяну тканину.
Якщо колбу потрібно нагрівати на масляній ванні або воді, то для запобігання спливання можна використовувати С-подібні грузила зі свинцю або чавуну, розміщуючи їх над конічної частиною колби.
Колба Ерленмеєра використовується також в мікробіології для приготування чистих культур. Пластикові колби, які використовують для вирощування чистих культур, попередньо стерилізують і створюють вентильовану закриту атмосферу для підвищення газообміну протягом інкубаційного періоду.

## Цікаві факти
- Останній епізод першого сезону телесеріалу «Секретні матеріали» має назву «Колба Ерленмейєра».